# Placid Lakes
Placid Lakes és una concentració de població designada pel cens dels Estats Units a l'estat de Florida. Segons el cens del 2000 tenia 3.054 habitants.

## Demografia
Segons el cens del 2000, Placid Lakes tenia 3.054 habitants, 1.344 habitatges, i 990 famílies. La densitat de població era de 64,5 habitants/km².
Dels 1.344 habitatges en un 21,1% hi vivien nens de menys de 18 anys, en un 62,6% hi vivien parelles casades, en un 8,6% dones solteres, i en un 26,3% no eren unitats familiars. En el 21,9% dels habitatges hi vivien persones soles el 15,1% de les quals corresponia a persones de 65 anys o més que vivien soles. El nombre mitjà de persones vivint en cada habitatge era de 2,27 i el nombre mitjà de persones que vivien en cada família era de 2,59.
Per edats la població es repartia de la següent manera: un 19% tenia menys de 18 anys, un 4,4% entre 18 i 24, un 18,6% entre 25 i 44, un 22,9% de 45 a 60 i un 35,2% 65 anys o més.
L'edat mediana era de 53 anys. Per cada 100 dones de 18 o més anys hi havia 90,7 homes.
La renda mediana per habitatge era de 31.914 $ i la renda mediana per família de 36.925 $. Els homes tenien una renda mediana de 27.222 $ mentre que les dones 17.813 $. La renda per capita de la població era de 18.287 $. Entorn del 4,4% de les famílies i el 6% de la població estaven per davall del llindar de pobresa.

## Poblacions més properes
El següent diagrama mostra les poblacions més properes.